# Алазейский наслег
Алазейский наслег — сельское поселение в Среднеколымском улусе Якутии Российской Федерации.
Административный центр — село Аргахтах.

## География
Алазейский наслег образован в 1934 г. и утверждён заседанием президиума Средне-Колымского Райисполкома.
Общая площадь 0,902 тыс. га, из них сельскохозяйственные угодья занимают 0,872 тыс. га. Граничит на юге с Байдинским наслегом, на западе с Мятисским 2-м наслегом и Кангаласским 1-м наслегом , на севере граничит с селом Андрюшкино Нижнеколымского района, на востоке с Сень-Кюёльским наслегом. 
Преобладает равнинный рельеф. Значительную часть  наслега занимает  Алазейское плоскогорье. По территории наслега протекает река Алазея. Есть множество озёр.

## История
Статус и границы сельского поселения установлены Законом Республики Саха (Якутия) от 30 ноября 2004 года N 173-З N 353-III «Об установлении границ и о наделении статусом городского и сельского поселений муниципальных образований Республики Саха (Якутия)».

## Население
| 2002 | 2007 | 2010 | 2011 | 2012 | 2013 | 2014 |
| ---- | ---- | ---- | ---- | ---- | ---- | ---- |
| 581  | ↘560 | ↘518 | ↗519 | ↘505 | ↘502 | ↘499 |
| 2015 | 2016 | 2017 | 2018 | 2019 | 2020 | 2021 |
| ↗501 | ↗506 | ↘502 | ↘489 | ↘485 | ↘471 | ↘469 |

## Состав сельского поселения
| № | Населённый пункт | Тип населённого пункта       | Население |
| - | ---------------- | ---------------------------- | --------- |
| 1 | Аргахтах         | село, административный центр | ↘469      |

### Упразднённые населённые пункты
Указом Президиума Верховного Совета Якутской АССР от 17 декабря 1986 года исключены из учётных данных административно-территориального деления сельские населённые пункты:
- Бысыттах Алазейского наслега
- Кенг-Кюёль Алазейского наслега;